# Полежайки (Московская область)
Полежайки — деревня в Московской области России. Входит в городской округ Солнечногорск. Население — 100 чел. (2010).

## География
Деревня Полежайки расположена на севере Московской области, в западной части округа, на Пятницком шоссе Р111, примерно в 13 км к югу от города Солнечногорска, в 39 км к северо-западу от Московской кольцевой автодороги, на берегу Истринского водохранилища.
В деревне две улицы — Лучистая и Молодёжная, приписано садоводческое некоммерческое товарищество. Связана прямым автобусным сообщением с Солнечногорском и Зеленоградом. Ближайшие населённые пункты — деревни Новая и Лопотово.

## История
В «Списке населённых мест» 1862 года Полежайки — владельческая деревня 2-го стана Звенигородского уезда Московской губернии по правую сторону тракта из Воскресенска в Клин, в 39 верстах от уездного города, при речке Катыше, с 6 дворами и 38 жителями (20 мужчин, 18 женщин).
По данным на 1890 год — деревня Пятницкой волости Звенигородского уезда с 64 душами населения.
В 1913 году — 10 дворов.
По материалам Всесоюзной переписи населения 1926 года — деревня Новлянского сельсовета Пятницкой волости Воскресенского уезда Московской губернии, проживало 106 жителей (52 мужчины, 54 женщины), насчитывалось 19 крестьянских хозяйств.
С 1929 года — населённый пункт в составе Солнечногорского района Московского округа Московской области. Постановлением ЦИК и СНК от 23 июля 1930 года округа как административно-территориальные единицы были ликвидированы.
1939—1954 гг. — деревня Лопотовского сельсовета Солнечногорского района.
1954—1957 гг. — деревня Куриловского сельсовета Солнечногорского района.
1957—1960 гг. — деревня Куриловского сельсовета Химкинского района.
1960—1963 гг. — деревня Куриловского (до 30.09.1960) и Обуховского сельсоветов Солнечногорского района.
1963—1965 гг. — деревня Обуховского сельсовета Солнечногорского укрупнённого сельского района.
1965—1974 гг. — деревня Обуховского сельсовета Солнечногорского района.
1974—1987 гг. — деревня Обуховского сельсовета Солнечногорского района.
1987—1994 гг. — деревня Соколовского сельсовета Солнечногорского района.
В 1994 году Московской областной думой было утверждено положение о местном самоуправлении в Московской области, сельские советы как административно-территориальные единицы были преобразованы в сельские округа.
С 1994 до 2006 гг. деревня входила в Соколовский сельский округ Солнечногорского района..
С 2005 до 2019 гг. деревня включалась в Соколовское сельское поселение Солнечногорского муниципального района.
С 2019 года деревня входит в городской округ Солнечногорск, в рамках администрации которого деревня относится к территориальному управлению Соколовское.

## Население
| 1852 | 1859 | 1890 | 1899 | 1926 | 1932 | 1966 |
| ---- | ---- | ---- | ---- | ---- | ---- | ---- |
| 41   | ↘38  | ↗64  | ↗79  | ↗106 | ↘104 | ↘77  |
| 1998 | 2002 | 2010 |      |      |      |      |
| ↗101 | ↗109 | ↘100 |      |      |      |      |